# Ivo Oliveti
Ivo Oliveti (Borghi, 27 ottobre 1895 – Axum, 3 marzo 1936) è stato un politico, aviatore e militare italiano, veterano della prima guerra mondiale e successivamente Segretario federale del Partito Nazionale Fascista, sezione Emiliano-romagnola, e poi giudice del Tribunale speciale per la difesa dello Stato.

## Biografia
Nacque a Borghi di Forlì il 27 ottobre 1895. Di professione avvocato, abitò per qualche tempo nel Palazzo Morattini di Forlì. 
Dopo l'entrata in guerra del Regno d'Italia, avvenuta il 24 maggio 1915, il 1 giugno dello stesso anno fu arruolato nel Regio Esercito e il 13 dello stesso mese assegnato al 57º Reggimento fanteria "Abruzzi".
Appassionatosi del mondo dell'aviazione, il 2 marzo 1916 entrò nel Battaglione Scuola Aviatori e il 1º settembre dello stesso anno conseguì brevetto di pilota su velivolo Blériot XI. 
Il 30 novembre, con il grado di sottotenente pilota, entrò in servizio presso la 11ª Squadriglia in Albania. Promosso tenente il 1 marzo 1917, il 21 agosto fu trasferito alla 202ª Squadriglia "CA" della Regia Marina, e il 1º settembre alla 13ª Squadriglia da bombardamento Caproni.  Il 20 dello stesso mese andò a Taliedo in forza al Distaccamento A.R. costituito per il bombardamento della base navale austro-ungarica di Cattaro, prestando servizio con Gabriele D'Annunzio.
Decorato con una prima Medaglia di bronzo al valor militare, l'11 luglio 1918 fu trasferito alla Squadriglia navale da caccia “Serenissima”, e il 25 agosto è promosso capitano. Alla fine della guerra risultava decorato anche con due Medaglie d'argento, una di bronzo al valor militare e con la Croce al merito di guerra.
Dopo il congedo in data 22 novembre 1919, intraprese la professione di avvocato a Forlì ed a Milano aderendo poi al movimento politico dei fasci di combattimento fondato da Benito Mussolini. Tra i pionieri dell'organizzazione degli industriali italiani, ricoprì poi la carica di segretario della Federazione Nazionale industriali meccanici e metallurgici (1922-1925). 
Dal 1922 al 1925 fu segretario dell'Associazione interregionale lombardo-veneto-emiliana dei calzaturifici. 
Divenuto membro di primo piano del fascismo romagnolo, nel 1925 fu nominato Segretario federale del Partito Nazionale Fascista, sezione emiliano-romagnola, Presidente della deputazione provinciale di Forlì, e Console comandante della 82ª Legione “Benito Mussolini” della MVSN, cessando da tutti gli incarichi nel 1928, quando divenne giudice del Tribunale speciale per la difesa dello Stato e Segretario della Federazione delle Comunità artigiane. Al Tribunale speciale fu deciso sostenitore della pena di morte agli oppositori del regime
Il 31 agosto di quello stesso anno venne trasferito dai ruoli del Regio Esercito a quelli della Regia Aeronautica, e il 20 dicembre fu promosso maggiore. Successivamente fu nominato Ispettore del P.N.F., ed entrò anche nel Direttorio Nazionale del partito. Nel 1935 fu nominato Ispettore della Confederazione Nazionale Fascista degli industriali.

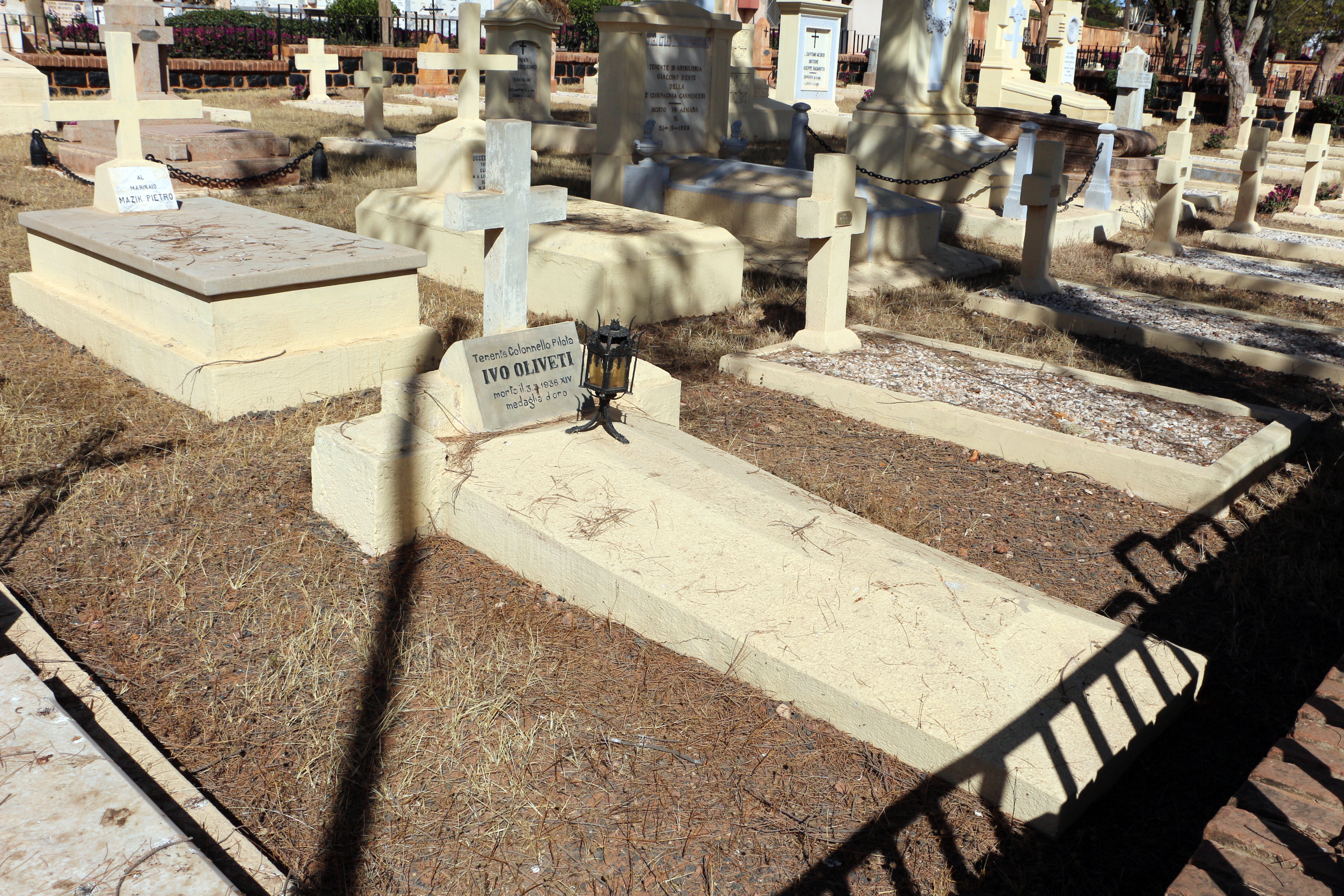
La tomba di Oliveti presso il cimitero italiano di Asmara.

Richiamato in servizio dietro sua domanda nel maggio del 1935, il 1° di quello stesso mese viene assegnato al 9º Stormo Bombardamento Terrestre, e il giorno 17 è promosso tenente colonnello di complemento per merito straordinario.
Trasferito all'8º Stormo Bombardamento Terrestre, dopo lo scoppio della guerra d'Etiopia, chiese ed ottenne dal generale Giuseppe Valle di partire per la zona di operazioni il 3 novembre. Assegnato alla 19ª Squadriglia Caproni, perse la vita ad Axum (Africa Orientale) il 3 marzo 1936, immolandosi per salvare l'equipaggio del suo aereo Caproni Ca.111 in fiamme: per tale gesto, su proposta del Maresciallo d'Italia Pietro Badoglio, fu insignito di Medaglia d'oro al valore militare alla memoria e gli fu intitolato (dal 1936 al 1941) l'aeroporto di Addis Abeba, originariamente (inizio 1934) Keft Meda, poi Akaki dal giugno 1935 ed oggi Lideta, nome del distretto urbano su cui insiste.

### Annotazioni
1. ↑  Aveva ripreso a volare su velivolo Caproni 450 hp fin dal 1927.
2. ↑  A quell'epoca Valle ricopriva l'incarico di Capo di stato maggiore della Regia Aeronautica.

### Fonti
1. ↑  Lamberti 1936, p. 25.
2. ↑  Lamberti 1936, p. 26.
3. 1 2 3 4 5  Lamberti 1936, p. 27.
4. 1 2 3  Lamberti 1936, p. 28.
5. 1 2 3 4  Lamberti 1936, p. 30.
6. 1 2 3 4 5  Lamberti 1936, p. 31.
7. 1 2  Lamberti 1936, p. 33.
8. 1 2 3 4  Lamberti 1936, p. 35.
9. ↑  Lamberti 1936, p. 66.
10. ↑  Maurizio Degl'Innocenti - Paolo Pompeni - Alessandro Roveri, Il PNF in Emilia-Romagna, Franco Angeli, Milano, 1988 Archiviato il 4 marzo 2016 in Internet Archive..
11. ↑  Lamberti 1936, p. 36.
12. ↑  Franzinelli, p. 57.
13. ↑  Lamberti 1936, p. 40.
14. 1 2  Lamberti 1936, p. 42.
15. ↑  Lamberti 1936, p. 44.
16. ↑  Lamberti 1936, p. 49.
17. ↑  Lamberti 1936, p. 48.
18. ↑  Lamberti 1936, p. 61.
19. ↑   www.quirinale.it - onorificenze, su quirinale.it. URL consultato il 15-04-2009.